# Farolândia
Farolândia é um bairro de classe média da cidade de Aracaju.
Localizado na Zona Sul de Aracaju, a Farolândia surgiu a partir da implantação de um farol, em 1861, no governo do então presidente da província Inácio Barbosa, logo após a transferência da capital de São Cristóvão para Aracaju, em 17 de março de 1855. Esse farol era a principal sinalização para guiar as embarcações que se aproximavam do litoral sergipano.
Anos mais tarde, totalmente destruído por um incêndio, foi substituído pelo atual e reativado em 1888. Um ano antes da Proclamação da República. Diferente do primeiro que fora construído em madeira, esse, foi produzido em ferro. Com a presença do Farol e da Marinha do Brasil, o local começar a ser fortemente ocupado. Em 2009, o Farol foi revitalizado com a substituição de cerca de 500 m² de metal e 2 mil m² de pintura em um investimento de R$ 832.619 custeado pelo Banco do Estado de Sergipe (Banese). Porém, apesar de ter sido revitalizado, alguns anos depois começou a sofrer vandalismo e atualmente está inativo.
Em 1982, com um plano de desenvolvimento e habitação, o então Governador Augusto Franco cria um conjunto habitacional e dá seu próprio nome: Conjunto Augusto Franco, com uma área total de 1400.000m2 onde seriam construídas 4510 unidades habitacionais, sendo 3374 casas e 1136 apartamentos em blocos de 4 pavimentos com 2 apartamentos por andar, para infraestrutura foram construídos 3 km de canais, 10 km de vias pavimentadas e equipamentos comunitários, três  escolas de primeiro grau e uma de segundo, centro social urbano, creche, mercado setorial, posto de saúde, delegacia e diversas praças e quadras para a prática de atividade física totalizando 200.000 m2.
Durante muito tempo a Farolândia (o bairro) e o conjunto habitacional se confundiram fazendo com que em alguns momentos a Farolândia (o bairro) pertencesse ao Augusto Franco (conjunto). Originalmente o bairro foi formado pelos Condomínio Mar Azul (condomínio residencial de classe média alta) e pelo conjunto residencial Augusto Franco (conjunto residencial popular com mais de 4 mil unidades habitacionais e mais de 20 mil moradores).
Após implantação do segundo Campus da Universidade Tiradentes em 1994 o bairro teve um grande impulso no seu desenvolvimento com a implantação de vários empreendimentos imobiliários em sua área.